# كوستيانتين ياروشينكو
كوستيانتين ياروشينكو (بالأوكرانية: Костянтин Юрійович Ярошенко)‏ (12 سبتمبر 1986 بلوهانسك في أوكرانيا - ) هو لاعب كرة قدم أوكراني في مركز الوسط. شارك مع منتخب أوكرانيا تحت 16 سنة لكرة القدم ومنتخب أوكرانيا تحت 17 سنة لكرة القدم ومنتخب أوكرانيا تحت 18 سنة لكرة القدم ومنتخب أوكرانيا تحت 19 سنة لكرة القدم ومنتخب أوكرانيا تحت 21 سنة لكرة القدم. أما مع النوادي، فقد لعب مع أرسنال كييف وتشورنومورتس أوديسا وكوكولان بالوفيكوت ونادي شاختار دونيتسك ونادي فورسكلا بولتافا ونادي ميتاليست خاركيف وFC Sevastopol ‏ وFC Shakhtar-3 Donetsk ‏ وFC Shakhtar-2 Donetsk ‏ ونادي إيليتشيفيتس ماريوبول ونادي أورال يكاترينبورغ.

## وصلات خارجية
- كوستيانتين ياروشينكو على موقع اتحاد أوكرانيا (الإنجليزية)
- كوستيانتين ياروشينكو على موقع قاعدة بيانات كرة القدم.إي يو (الإنجليزية)
- كوستيانتين ياروشينكو على موقع Soccerway.com (الإنجليزية)
- كوستيانتين ياروشينكو على موقع عالم كرة القدم.نت (الإنجليزية)